# Corydalis chionophila
Corydalis chionophila är en vallmoväxtart. Corydalis chionophila ingår i släktet nunneörter, och familjen vallmoväxter.

## Underarter
Arten delas in i följande underarter:
- C. c. chionophila
- C. c. firouzii
- C. c. parviflora